# مایلز بوکنن
مایلز بوکنن (انگلیسی: Miles Buchanan؛ زادهٔ ۱۹۶۶ میلادی) بازیگر اهل استرالیا است. او در کودکی و جوانی بازیگر محبوبی بود و در سال ۱۹۷۹ برای بازی در فیلم تلویزیونی «چیز خوبی در پیش است» برنده جایزه لوگی شد. با این حال، حرفه او به دلیل اختلال اضطراب اجتماعی و افسردگی آسیب دید. مادرش کتابی در مورد تجربیات او با نام «بال‌های جنون» نوشت.
از فیلم‌ها یا برنامه‌های تلویزیونی که وی در آن نقش داشته‌است، می‌توان به جزیره گریز اشاره کرد.